# Purita Kalaw Ledesma
Purita Kalaw Ledesma ou Purita Kalaw-Ledesma (Manille, 1914 — 2005) est une écrivaine et critique d'art philippine. Elle est la fondatrice de l'Art Association of the Philippines (en) en 1948.

## Biographie

### Jeunesse et formation
Purita Kalaw naît à Manille le 2 février 1914. Elle est la fille de l'historien Teodoro Kalaw (en) (1884-1940) et de la reine de beauté et journaliste Pura Villanueva Kalaw (en) (dite « Pura » Villanueva Kalaw, 1886-1954). Sa mère est également une écrivaine et une suffragette de premier plan. La sœur de Purita, Maria (en), est également devenue reine de beauté et journaliste, mais surtout sénatrice, tout comme leur belle-sœur Eva Estrada Kalaw (en).
Purita Kalaw a étudié les beaux-arts à l'université des Philippines et a poursuivi ses études en art et en design à l'université du Michigan. Elle obtient deux maîtrises, l'une en éducation et l'autre en éducation artistique, cette dernière ayant été achevée à l'âge de 72 ans.

### Carrière
En 1948, Purita Kalaw fonde l'Art Association of the Philippines (en) et en devient la présidente. Kalaw Ledesma gère également la société immobilière familiale, L. P. Kalaw, Inc., et tient une conférence à Boston sur le sujet en 1960.
Purita Kalaw épouse Rafael Ledesma, avec qui elle a quatre filles, Rita, Consuelo, Ada et Lourdes.
Purita Kalaw Ledesma a notamment écrit The Struggle for Philippine Art (« La lutte pour l'art philippin », 1974, avec Amadis María Guerrero) ; Edades : National Artist (« Edades : Artiste national », 1979, avec Amadis María Guerrero, sur Victorio Edades (en)) ; The Biggest Little Room (« La plus grande petite pièce », 1987, sur la Philippine Art Gallery) ; et And Life Goes On (« Et la vie continue », 1994, une autobiographie). Son essai de 1955 A Critical Analysis of Modern Painting in the Philippines Today (Une analyse critique de la peinture moderne aux Philippines aujourd'hui) est toujours considéré comme un texte important sur le sujet.
Elle a également publié un livre de cuisine, Family Recipes (« Recettes de famille »), dans les années 1980.
Purita Kalaw Ledesma subit une attaque cardiaque en 2000 et meurt le 29 avril 2005, à l'âge de 91 ans.

### Postérité
L'Artiste national des Philippines Botong Francisco réalise un portrait de Purita Kalaw Ledesma,.
En 2010, une exposition d'œuvres d'artistes philippins issues de la collection personnelle de Kalaw Ledesma a eu lieu au musée Ayala (en) de Manille.
Il existe un prix Purita Kalaw Ledesma pour la critique d'art, présenté par l'Ateneo Art Gallery (en) et la fondation Kalaw-Ledesma, « pour encourager le débat public critique sur les expositions et les œuvres d'art ».